# Struisvaren

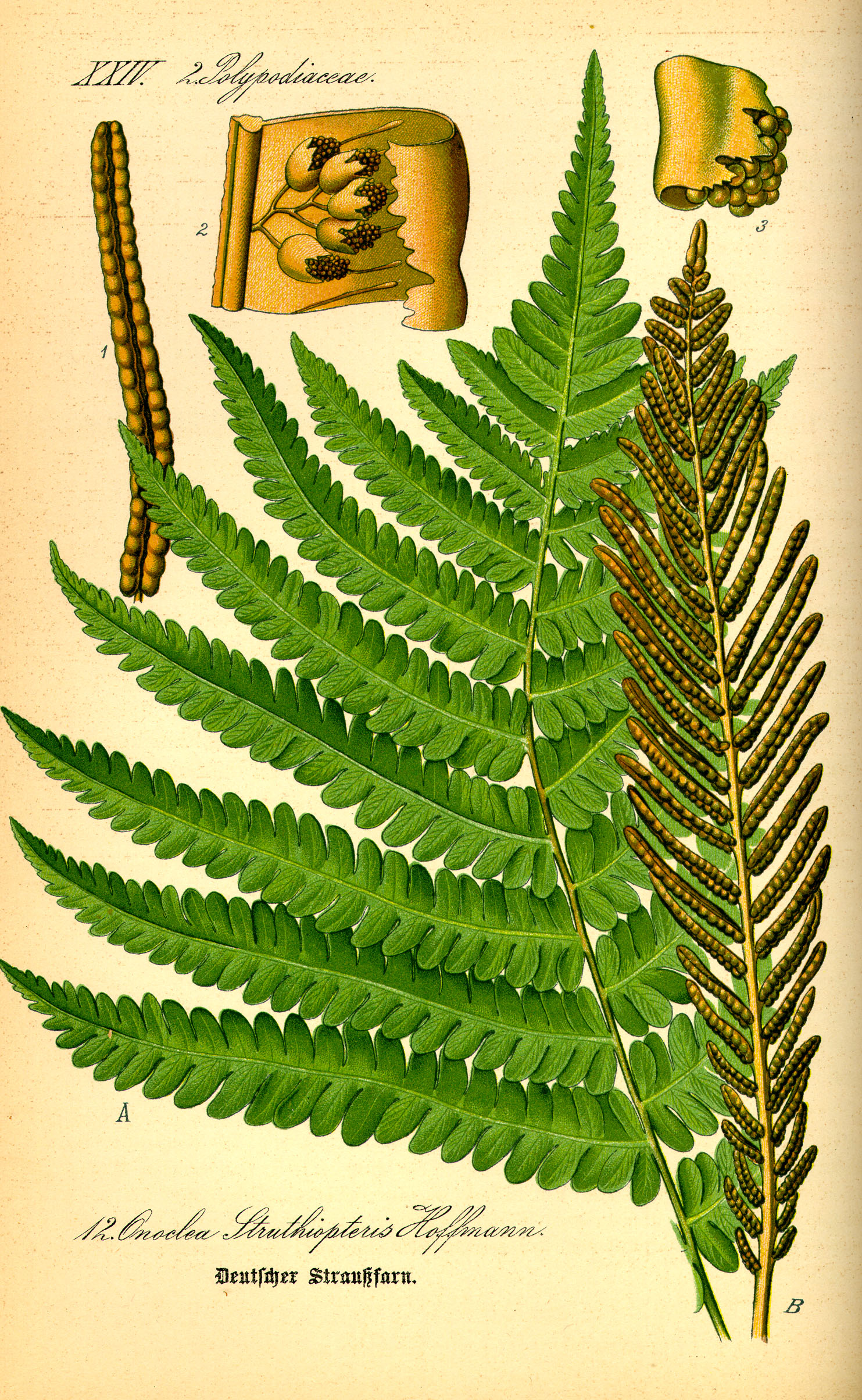
Bladdimorfie bij de struisvaren. A: steriel blad, B: fertiel blad

De struisvaren (Matteuccia struthiopteris) is een varen uit de bolletjesvarenfamilie (Onocleaceae). De plant heeft haar naam te danken aan de groeiwijze van de vruchtbare bladen.

## Naam en etymologie
Carl Linnaeus heeft de soortaanduiding struthiopteris aan de plant gegeven, waarbij het Latijnse struthio struisvogel betekent en het Oudgriekse πτερίς (pteris) varen. De naam πτερίς was bij de oude Grieken afgeleid van πτερόν (pteron), "vleugel" of "veer", vanwege het uiterlijk van de varen met haar gevederde bladen. De Nederlands naam varen zou ook afgeleid zijn van veer op grond van gelijkenis.

## Kenmerken
Het is een vaste plant die van nature voorkomt van Midden-Europa tot Oost-Azië. De plant is ook in Nederland ingeburgerd. De struisvaren wordt ook in de siertuin gebruikt. Het aantal chromosomen is 2n = 80.
De plant wordt 35-150 cm hoog. Ze heeft een sterk ontwikkelde wortelstok (rizoom) en dimorfe bladen. De struisvaren plant zich via de wortelstokken ook vegetatief voort, waardoor er een dicht bestand van varenplanten kan ontstaan. De zeer kort gesteelde, dubbelveerdelige, onvruchtbare bladen vormen een trechter, waarbinnen later de vruchtbare bladen verschijnen. Deze bladen zijn langer gesteeld en staan stijf rechtop. De deelblaadjes van de eerste orde van de vruchtbare bladen zijn kokervormig door de ingerolde segmenten, die de sporenhoopjes (sori) bedekken. De sporangiën staan in twee rijen en hebben geen dekvliesje. 
De struisvaren komt voor op vochtige tot natte, beschaduwde plaatsen in bossen met kwel.

## Toepassingen
In het noordoosten van Noord-Amerika worden op het platteland de jonge, nog opgerolde bladeren gegeten. Ook in Japan worden de bladeren gegeten, waar ze bekendstaan als 'kogomi'.
Ook in Noorwegen is het een bekende delicatesse die veel geplukt en gegeten word. 